# Miguel Ángel Yunes Linares
Miguel Ángel Yunes Linares (Soledad de Doblado, Veracruz; 5 de diciembre de 1952) es un abogado y político mexicano. Fue gobernador de Veracruz entre 2016 y 2018 y director general del Instituto de Seguridad y Servicios Sociales de los Trabajadores del Estado entre 2006 y 2010.
En 1969, empezó su trayectoria política como miembro del Partido Revolucionario Institucional (PRI), partido político al cual pertenecen varios miembros de su familia. Sin embargo, los cargos públicos más relevantes en su carrera política los ha ocupado dentro del Partido Acción Nacional (PAN), del que fue simpatizante desde 2004 y se incorporó de manera oficial el 15 de junio de 2008.
El 10 de septiembre de 2024 sustituyó a su hijo, Miguel Ángel Yunes Márquez, como senador de la República previo a la votación de la reforma judicial promovida por el presidente Andrés Manuel López Obrador. Posteriormente, ambos fueron expulsados del PAN tras votar a favor de dicha reforma.

## Cargos públicos
Entre los cargos públicos que ha ocupado fue coordinador de asesores del secretario de Gobernación en el año 2000, director general de Prevención y Readaptación Social y asesor de la Subsecretaría de Seguridad Pública de 1999 a 2000, todo de la Secretaría de Gobernación. En el Gobierno del Estado de Veracruz de Ignacio de la Llave fue Secretario General de Gobierno en la administración de Patricio Chirinos Calero de 1992 a 1997. Durante su estancia al frente de instancias de seguridad pública, la Comisión Nacional de los Derechos Humanos (CNDH) emitió por lo menos 17 recomendaciones en materia de violación a derechos humanos, así como episodios de represión y violencia.
Posteriormente fue nombrado presidente del Tribunal Fiscal y asesor Jurídico y de Asuntos Legislativos y presidente estatal del PRI Veracruz en dos ocasiones. Fue elegido diputado al Congreso de Veracruz y diputado federal por el VIII Distrito Electoral Federal de Veracruz a la LV Legislatura de 1991 a 1994 y plurinominal a la LIX Legislatura en 2003. Durante este periodo fue considerado sumamente cercano a la coordinadora de la bancanda priísta, Elba Esther Gordillo, y cuando ésta fue destituida de ese cargo, renunció al PRI. Desde entonces se le ligó al grupo político de Gordillo.
Solicitó licencia a su curul en enero de 2005 para ser nombrado por el presidente de México Vicente Fox como Subsecretario de Seguridad Pública y el 30 de enero de 2006 pasó a ocupar el cargo de secretario ejecutivo del Sistema Nacional de Seguridad Pública. El 1 de diciembre de 2006 el presidente Felipe Calderón Hinojosa lo nombró director general del ISSSTE, cargo al que solicitó licencia el 22 de febrero de 2010 al ser designado candidato a la Gubernatura del Estado de Veracruz por el Partido Acción Nacional.
Del 14 de marzo al 4 de julio de 2010 fue precandidato y candidato a Gobernador del Estado de Veracruz por la coalición ¡Viva Veracruz! (formada por el Partido Acción Nacional y el Partido Nueva Alianza), quedando en segundo lugar con 1,277,151 votos (40.99% del total de votos). El ganador de dicha elección fue el candidato del PRI, Javier Duarte de Ochoa, con apenas el 2.57% de ventaja.
Desde 2011 ha participado en actividades dentro del Partido Acción Nacional, como la elección interna de 2014, designación por voto directo y secreto de los integrantes del PAN en la cual resultó triunfador Gustavo Madero Muñoz y en la de 2015, cuando fue elegido Ricardo Anaya Cortés.
El 12 de enero de 2015 fue designado candidato del PAN a diputado federal por el principio de representación proporcional en el primer lugar de la Tercera Circunscripción. Tomó protesta de Ley como diputado Federal integrante de la LXIII Legislatura del Congreso de la Unión de México el 8 de septiembre de 2015.
El 30 de septiembre de 2015, Miguel Ángel Yunes Linares fue nombrado por unanimidad de todos los grupos parlamentarios Presidente de la Comisión de Seguridad Pública de la Cámara de Diputados. En junio de 2016, resultó ganador en las elecciones a gobernador de Veracruz para el período 2016-2018 frente a su primo Héctor Yunes Landa del Partido Revolucionario Institucional y de Cuitláhuac García de Morena.

## Controversias

### Enriquecimiento ilícito
En 2013, el expresidente nacional del PAN, Manuel Espino, denunció a Miguel Ángel Yunes Linares por enriquecimiento ilícito de más de 3,000 millones de pesos. Presentó como pruebas las declaraciones patrimoniales del político veracruzano y aseguró que no coinciden sus ingresos con las adquisiciones que realizó, y no descartó una posible vinculación entre Yunes Linares y el crimen organizado.
En ese mismo año, Reporte Índigo presentó los resultados de una investigación sobre el inexplicable enriquecimiento del hijo menor de Miguel Ángel Yunes, Omar Yunes Márquez, empresario de 35 años que realizó una serie de transacciones millonarias con apenas algunas semanas de diferencia.

### Acusaciones de pederastia enLos demonios del edén
En 2006 la periodista Lydia Cacho, a través de su libro Los demonios del edén, vincula a Yunes con Jean Succar Kuri, el priísta Emilio Gamboa Patrón y Kamel Nacif Borge como presuntos pederastas. Cacho acusó a los mencionados ante la Procuraduría del Estado de Quintana Roo. De acuerdo con el semanario Proceso, la complicidad entre políticos de alto nivel y empresarios acaudalados ha imposibilitado que estos casos sean investigados debidamente por las autoridades mexicanas.

En los testimonios recabados en el libro Los demonios del edén, se encuentra el de una de las víctimas (que en su entonces era una menor de edad) que cuenta:
"Yo estuve con el señor Miguel Ángel Yunes y con el señor Emilio Gamboa Patrón en una comida. Johny me llevó con él al Distrito Federal, a un restaurante muy elegante en la avenida

Insurgentes, donde fueron llegando varios señores. Me saludaron con mucha amabilidad. Cuando ya iban a hablar de negocios, Johny me mandó a que fuera a pasar un par de horas en un centro comercial. Nunca olvidaré que Yunes me miró muy sonriente y gentilmente me dio un billete, creo que eran cien dólares, me impresionó mucho. Me dijo que me comprara un vestido muy bonito. Yo me fui con uno de sus chóferes y ellos se quedaron hablando."
A su vez otra de las víctimas de la red de pedofilia descubierta en Quintana Roo, Edith Encalada señaló abiertamente haber visto al exdiputado entrar a una habitación con una niña de 8 años. Testimonio de Encalada.